# Marcelin
 Ovo je glavno značenje pojma Marcelin. Za rimskog vojskovođu koji je vladao Dalmacijom pogledajte Marcelin (magister militum).
Marcelin, papa od 30. lipnja 296. do 1. travnja 304.

## Životopis
Kada je postao papa, rimski car bio je Dioklecijan. Tada još nije progonio kršćane. Godine 302., počeli su progoni kršćana. Morali su napustiti vojsku, crkvena imovina je zaplijenjena, a kršćanske knjige uništene. Prema knjizi "Liber pontificalis", papa Marcelin odbio je pokloniti se poganskim idolima, svjedočio je vjeru u Isusa Krista te je pogubljen zajedno sa suradnicima. Proglašen je svetim. Rimokatolička Crkva slavi ga 26. travnja, a Srpska pravoslavna Crkva 20. lipnja.